# Beth Medrash Govoha
Beth Medrash Govoha (en hebreo: בית מדרש גבוה) es una yeshivá ultraortodoxa ubicada en Lakewood, Nueva Jersey.

## Introducción
El rabino Aharon Kotler II es el presidente de Beth Medrash Govoha, también conocida como la yeshivá de Lakewood.
Beth Medrash Govoha (BMG) (en hebreo: בית מדרש גבוה) es una yeshivá ultraortodoxa ubicada en Lakewood. BMG cuenta con aproximadamente 7000 estudiantes y unos 13 000 exalumnos, muchos de los cuales son líderes en comunidades judías de todo el mundo. La yeshivá es un motor de crecimiento para la comunidad de Lakewood. BMG ha contribuido a que la ciudad se convierta en la séptima comunidad más grande del estado de Nueva Jersey. El rabino Aharon Kotler II es el presidente de la yeshivá Beth Medrash Govoha, también conocida como la yeshivá de Lakewood. A medida que la comunidad de Lakewood ha crecido, el rabino Kotler ha participado activamente en políticas públicas, participando en varias juntas directivas dedicadas a la expansión del sistema regional de salud, transporte, vivienda, educación y desarrollo económico.  El rabino Aharon Kotler II, es hijo del rabino Shneur Kotler, hermano del rabino Malkiel Kotler y nieto del rabino Aharon Kotler, fundador de Beth Medrash Govoha. BMG fue fundada por el Rabino Aharon Kotler en 1943 y es la segunda yeshivá más grande del Mundo, después de la Yeshivá Mir en Jerusalén. En 2025, BMG tenía más de 9000 estudiantes. El principal Rosh yeshivá desde 1982 es el rabino Malkiel Kotler.

## Historia
Beth Medrash Govoha es una institución sucesora de la Yeshivá Etz Chaim, que estaba ubicada en Slutsk, en lo que hoy es Bielorrusia. Esa institución fue dirigida por el rabino Isser Zalman Meltzer y por el rabino Aaron Kotler, hasta que fue cerrada por la fuerza por la Revolución Soviética de 1917, que prohibió todas las formas de estudios judíos. Etz Chaim fue restablecida en Kletsk, Bielorrusia, por el rabino Aaron Kotler, donde prosperó hasta la Segunda Guerra Mundial y la destrucción de gran parte del judaísmo europeo. El rabino Kotler escapó de los nazis en 1941 y llegó a los Estados Unidos, donde abrió la yeshivá BMG en 1943. La Yeshivá ha sido autorizada y acreditada por la Asociación de Escuelas Rabínicas Talmúdicas Avanzadas. La yeshivá ha sido autorizada para otorgar títulos de grado y maestría, así como diplomas de posgrado.

## Requerimientos
Los estudiantes en Beth Medrash Govoha adquieren las habilidades necesarias para comprender y analizar adecuadamente el Talmud de Babilonia. Beth Medrash Govoha es una institución de posgrado y la edad general de ingreso para los nuevos estudiantes es de aproximadamente 22 años. Se requiere un alto nivel de habilidad analítica y comprensión para entender el Talmud babilónico. Alcanzar el nivel requerido para ser un estudiante exitoso en la yeshivá requiere varios años de un estudio intenso a tiempo completo, en general, sólo son aceptados los estudiantes de entre 18 y 22 años, que ya han estudiado previamente en una yeshivá de pregrado. Los estudios de la yeshivá se basan en la tradición clásica de estudio de la Torá utilizando el Talmud, los Rishonim, el Shulján Aruj, la responsa rabínica y la literatura rabínica como textos y fuentes legales.